# Die Presse
A Die Presse német nyelvű napilap, Ausztria egyik vezető sajtóorgánuma, amelyet Bécsben adnak ki. Alapítója a második világháborús osztrák ellenállási mozgalomban is szerepet vállaló Ernst Molden. Az alapítás éve 1946. Klasszikus liberális napilapnak számít, a hajdani bécsi Die Presse (1848-1896) és a Neue Freie Presse (1864-1938) sajtós hagyományainak folytatója. Jelenleg Ausztriában piacvezető napilap, átlagosan 350 000-es példányszámmal.